# Pierre Jalbert
Pierre Jalbert (* 1967 in Manchester, New Hampshire) ist ein US-amerikanischer Komponist.

## Leben
Er studierte Klavier und Komposition am Oberlin Conservatory of Music des Oberlin College und bei George Crumb an der University of Pennsylvania, wo er den Ph.D. erwarb. Er ist Professor für Komposition und Musiktheorie an der Rice University in Houston.

## Preise
- Rome Prize der American Academy in Rome
- BBC Masterprize
- Stoeger Prize (2006–2007) der Chamber Music Society des Lincoln Centers